# Vrančić
Vrančić (Veranzio, Wranijchijch, Wranchijch i Veranchijch), šibenska plemićka obitelj. Članovi obitelji obnašali su razne visoke položaje i dužnosti u gradu Šibeniku.

## Povijest
Obitelj je pripadala bosanskom praplemstvu još od 11. stoljeća. Ugarski kralj Ladislav I. Sveti (1077. – 1095.) dodijelio je obitelji tri zlatna ljiljana u grbu.
Šibenski Vrančići potječu od plemića Nikole s nadimkom Cimador koji je 1360. godine postao građanin Šibenika. Njegov sin Zuane (Giovanni, Ivan) primljen je 1444. godine u Vijeće plemića grada Šibenika.
Plemstvo su im potvrdili hrvatsko-ugarski kraljevi Ferdinand I. i Maksimilijan 1556. i 1568. godine, a grofovsku titulu im je potvrdio austrijski car Rudolf II. 1584. godine, ujedno darujući obitelji velike teritorije u dalmatinskom zaleđu, te naslov grofa Esztergona (Comitis Perpetui Strigonensis).
S Margaretom contessom Veranzio (1715. – 1776.) gasi se muška loza obitelji Vrančić. Njenom udajom za dr. Francesca conte Draganića (1711. – 1799.) 1737. godine nastaje plemićka obitelj Draganić Vrančić.

## Poznati članovi obitelji
- Antun Vrančić (Antonio Veranzio) (1504. – 1573.), služio je tijekom 16. stoljeća kralja Ivana Zapoljskog, cara Maksimilijana II. i cara Rudolfa II., a bio je i diplomat u Turskoj, Francuskoj i Engleskoj. Kasnije je bio carski kancelar, nadbiskup, kardinal, primat i potkralj Mađarske.
- Faust Vrančić (Fausto Veranzio) (1551. – 1617.), hrvatski polihistor, jezikoslovac, izumitelj, diplomat, inženjer, svećenik, biskup.
- Friderik Jeronim Draganić-Vrančić,  (Zlosela, danas Pirovac, 1807. — Šibenik, 22. svibnja 1880.), liječnik, primarius Bolnice u Šibeniku
- Karlo Vrančić (1609. – 1689.), hrvatski biograf, pjesnik, povjesničar i arheolog.
- Kazimir Draganić-Vrančić (1746. – 1820.) – politički aktivist, koji je zagovarao Dalmaciju u Hrvatsko-ugarskoj Kraljevstvu, a bio je protivnik Austrije. Tajnik Gradske uprave Šibenik.
- Mihovil Vrančić (1507. – 1570.), hrvatski diplomat, pjesnik i povjesničar.
- Nikola Mihael Draganić-Vrančić (1740. – 1805.) – zapovjednik Šibenskog okruga (Capitan del Contado)
- Petar Jeronim Draganić-Vrančić (1738. – 1821.), opat, bavio se književnim radom, ali i poljoprivredom, naročito poboljšanjem uzgoja maslina i krumpira
- Vojislav Draganić (1917. – 1982.), inženjer građevine, vrsni mostograditelj